# László Pesovnik
László Pesovnik (18 dicembre 1901 – 11 marzo 1959) è stato un calciatore ungherese, di ruolo centrocampista.

## Carriera

### Nazionale
Ha collezionato 8 presenze con la maglia della Nazionale.